# Larvik Turn & IF
Larvik Turn & IF är en idrottsförening i Larvik, Norge som bildades 1865 och har bedrivit fotboll sedan 1906.
Laget hade som störst framgångar i mitten av 1950-talet, och vann det norska seriemästerskapet 1953, 1955 och 1956. Klubben spelade 1956 även norska cupmästerskapsfinal, men förlorade med 1-2 mot Skeid. De norska tidigare landslagsspelarna Gunnar Thoresen, Hallvar Thoresen, Tom Sundby och Gunnar Halle har alla spelat för laget.
En framgångsrik friidrottare är Lars Martin Kaupang, som slagit norskt rekord på 1 500 meter löpning för herrar med 3:37,4 minuter.

## Seriespel
- Första nivån: 1937-1948 (Serien spelades inte 1939-1947 på grund av Tysklands militära närvaro i Norge), 1952-1962
- Andra nivån: 1948-1952, 1963, 1973-1977 (5 säsonger)
- Tredje nivån: 1964-1967 (4 säsonger), 1970-1972 (3 säsonger), 1978-1982 (5 säsonger), 1988, 1997-1998 (2 säsonger)
- Fjärde nivån: 1968-1969 (2 säsonger), 1983-1987 (5 säsonger), 1989-1996 (8 säsonger), 1999-

### Fotnoter
1. ↑  Ole Petter Pedersen. ”Larvik Turn- og Idrettsforening” (på norska). Store norske leksikon. https://snl.no/Larvik_Turn-_og_Idrettsforening. Läst 29 september 2017.